# شکار (فیلم ۲۰۰۳)
شکار (به انگلیسی: The Hunted) فیلمی اکشن و مهیج است محصول سال ۲۰۰۳ و به کارگردانی ویلیام فریدکین است. در این فیلم بازیگرانی همچون تامی لی جونز ، بنیسیو دل تورو ، کانی نیلسن ، لزلی استفانسون ، جان فین ، ژوزه زونیگا ، رون کانادا ، مارک پلگرینو و جینا بوید و رکس لین ایفای نقش کرده‌اند.

## داستان
«آرون هالام» (دل تورو) یکی از قابل‌ترین مأموران ارتش امریکا، سال‌ها پس از سوء قصد موفقش به جان یکی از جنگ سالاران صرب در «کوسوو»ی اواخر دهه ی 1990 گرفتار خاطرات وحشتناکی از ویرانی و مرگ است. او که به جنگل های شمال غرب امریکا پناه برد، شکارچیانی را که قدم در قلمرویش گذاشته اند، می کشد. مأموران FBI نیز برای دستگیری او چاره ای نمی‌بینند جز این که از استاد سابقش، «ل.ت. بانم» (جونز) کمک بگیرند...